# David Law Proudfit
David Law Proudfit (ur. 27 października 1842, zm. 1897) – amerykański poeta i litograf. Znany był także pod pseudonimem Peleg Arkwright. Urodził się 27 października 1842 w mieście Newburgh w stanie Nowy Jork. W czasie wojny secesyjnej służył w armii Unii i dosłużył się stopnia majora. Potem zajął się biznesem w Nowym Jorku. Wydał między innymi Love among the Gamins, and Other Poems (1877) i Mask and Domino (1888).